# Acid nitric
Acid nitric là một hợp chất vô cơ có công thức hóa học HNO3. Acid nitric tinh khiết là chất lỏng không màu, bốc khói mạnh trong không khí ẩm. Trong tự nhiên, acid nitric hình thành trong những cơn mưa giông kèm sấm chớp và hiện nay chúng là một trong những tác nhân gây ra mưa acid.
Nó là một chất acid độc và ăn mòn và dễ gây cháy. Acid nitric tinh khiết không màu còn nếu để lâu sẽ có màu hơi vàng do sự tích tụ của các nitơ oxide. Nếu một dung dịch có hơn 86% acid nitric, nó được gọi là acid nitric bốc khói. Acid nitric bốc khói có đặc trưng acid nitric bốc khói trắng và acid nitric bốc khói đỏ, tùy thuộc vào số lượng nitơ dioxide hiện diện.
Acid nitric còn có tên là cường thủy (Hán Việt: 镪水; tiếng Latin: aqua fortis).

## Lịch sử
Sự tổng hợp acid nitric đã được ghi nhận lần đầu vào khoảng năm 800 AD bởi một nhà giả kim người Ả Rập tên là Jabir ibn Hayyan.

## Tính chất vật lý
Acid nitric khan tinh khiết (100%) là một chất lỏng với tỷ trọng khoảng 1522 kg/m³, đông đặc ở nhiệt độ -42 ℃ tạo thành các tinh thể trắng, sôi ở nhiệt độ 86 ℃. Khi sôi trong ánh sáng, kể cả tại nhiệt độ phòng, sẽ xảy ra một sự phân hủy một phần với sự tạo ra nitơ dioxide theo phản ứng sau:
4HNO3 → 2H2O + 4NO2 + O2
Điều này có nghĩa acid nitric khan nên được cất chứa ở nhiệt độ dưới 0 ℃ để tránh không phân hủy. Chất nitơ dioxide (NO2) vẫn hòa tan trong acid nitric tạo cho nó có màu vàng, hoặc đỏ ở nhiệt độ cao hơn. Trong khi acid tinh khiết có xu hướng bốc khói trắng khi để ra không khí, acid với NO2 bốc khói hơi có màu nâu hơi đỏ cho nên mới có tên acid bốc khói trắng và acid bốc khói đỏ như nêu trên. 
Acid nitric có thể pha trộn với nước với bất kỳ tỷ lệ nào và khi chưng cất tạo ra một azeotrope một nồng độ 68% HNO3 và có nhiệt độ sôi ở 120,5 ℃ tại áp suất 1 atm. Có hai hydrat được biết đến; monohydrat (HNO3·H2O) và trihydrat (HNO3·3H2O).
Nitơ oxide (NOx) tan được trong acid nitric và đặc điểm này ảnh hưởng ít nhiều đến tất cả các đặc trưng lý tính phụ thuộc vào nồng độ của các oxide này, chủ yếu bao gồm áp suất hơi trên chất lỏng và nhiệt độ sôi cũng như màu sắc được đề cập ở trên. Acid nitric bị phân hủy khi có nhiệt độ cao hoặc ánh sáng với nồng độ tăng lên mà điều này có thể làm tăng lên sự biến đổi tương đối áp suất hơi trên bề mặt chất lỏng do các oxide nitơ tạo ra một phần hoặc toàn bộ trong acid.

## Hóa tính
Acid nitric là một mono acid mạnh, một chất oxy hóa mạnh có thể nitrat hóa nhiều hợp chất vô cơ và là một acid một nấc vì chỉ có một sự phân ly.

### Các tính chất acid
Là một acid điển hình, acid nitric có mọi tính chất của acid như phản ứng với base, oxide base và muối để tạo thành các muối mới, trong số đó quan trọng nhất là muối amoni nitrat. Do tính chất oxy hóa mạnh của nó, acid nitric (ngoại trừ một số ngoại lệ) không giải phóng hydro khi phản ứng với kim loại và tạo ra các muối thường có trạng thái oxy hóa cao hơn. Vì lý do này, tình trạng ăn mòn nặng có thể xảy ra và cần phải bảo vệ thích hợp bằng cách sử dụng các kim loại hoặc hợp kim chống ăn mòn khi chứa acid này.
Acid nitric là một acid mạnh với một hắng số cân bằng acid (pKa) = -2: trong dung dịch nước, nó hoàn toàn điện ly thành các ion nitrat NO3− và một proton hydrat, hay còn gọi là ion hydroni, H3O+:
HNO3 + H2O → H3O+ + NO3−

### Các đặc tính oxy hóa

#### Phản ứng với kim loại
Là một chất oxy hóa mạnh, acid nitric phản ứng mãnh liệt với nhiều kim loại và phản ứng có thể gây nổ. Tùy thuộc vào nồng độ acid, nhiệt độ và tác nhân gây liên quan, sản phẩm tạo ra cuối cùng có thể gồm nhiều loại và nhiều sản phẩm khử đa dạng như N2, NO, NO2, N2O, NH4NO3. Phản ứng xảy ra với hầu hết các kim loại, ngoại trừ các kim loại quý (Au, Pt) và một số hợp kim. Trong phần lớn các trường hợp, các phản ứng oxy hóa chủ yếu với acid đặc thường tạo ra nitơ dioxide (NO2).
Cu + 4HNO3 (đặc) → Cu(NO3)2 + 2NO2↑ + 2H2O
Tính chất acid thể hiện rõ đối với acid loãng, thường tạo ra nitơ oxide (NO):
3Cu + 8HNO3 (loãng) → 3Cu(NO3)2 + 2NO↑ + 4H2O
Do acid nitric là một chất oxy hóa mạnh, H+ thường hiếm khi được tạo ra. Cho nên khi kim loại phản ứng với acid nitric rất loãng (1–2% hay 0,2–0,3 M) và lạnh (gần 0 ℃) thì mới giải phóng hydro:
Mg(rắn) + 2HNO3 (dd) → Mg(NO3)2 (dd) + H2 (khí)

#### Sự thụ động hóa (không phản ứng/không tác dụng)
Dù chromi (Cr), sắt (Fe), cobalt (Co), nickel (Ni), mangan (Mn) và nhôm (Al) dễ hòa tan trong dung dịch acid nitric loãng, nhưng đối với acid đặc nguội lại tạo một lớp oxide kim loại Al2O3, Fe2O3,… bảo vệ chúng khỏi bị oxy hóa thêm, hiện tượng này gọi là sự thụ động hóa.

#### Phản ứng với phi kim
Khi phản ứng với các nguyên tố phi kim, ngoại trừ silic và các nguyên tố nhóm halogen, các nguyên tố phi kim này thường bị oxy hóa đến trạng thái oxy hóa cao nhất và tạo ra nitơ dioxide đối với acid đặc và nitơ oxide đối với acid loãng:
C + 4HNO3 → CO2↑ + 4NO2↑ + 2H2O hoặc 3C + 4HNO3 → 3CO2↑ + 4NO↑ + 2H2O
P + 5HNO3 → H3PO4 + 5NO2↑ + H2O

#### Phản ứng với hợp chất
3H2S + 2HNO3 (> 5%) → 3S↓ + 2NO↑ + 4H2O
PbS + 8HNO3 (đặc) → PbSO4↓ + 8NO2↑ + 4H2O
Ngoài ra, Ag3PO4 tan trong HNO3, HgS không tác dụng với HNO3.

#### Phản ứng với hợp chất hữu cơ
Nhiều hợp chất hữu cơ bị phá hủy khi tiếp xúc với acid nitric, nên acid này rất nguy hiểm nếu rơi vào cơ thể người.

## Tổng hợp và sản xuất acid nitric
Acid nitric được tạo ra bằng cách pha trộn nitơ dioxide (NO2) và nước với sự có mặt của oxy hoặc sử dụng không khí để oxy hóa acid nitrơ cũng tạo ra acid nitric:
4NO2 + O2 + 2H2O → 4HNO3
Acid nitric loãng có thể cô đặc đến 68% với một hỗn hợp azeotropic 32% nước. Việc cô đặc hơn được thực hiện bằng cách chưng cất với acid sunfuric với vai trò là chất khử nước. Trong quy mô phòng thí nghiệm, cách chưng cất như thế phải được tiến hành bằng dụng cụ thủy tinh với áp suất thấp để tránh phân hủy acid này. Các mối nối bằng thủy tinh và nút bần cũng nên tránh dùng do acid nitric tấn công các chất này. Dung dịch acid nitric cấp thương mại thường có nồng độ giữa 52% và 68%. Việc sản xuất acid nitric được thực hiện bằng công nghệ Ostwald do Wilhelm Ostwald phát minh.
Trong phòng thí nghiệm, acid nitric có thể điều chế bằng cách cho đồng(II) nitrat hoặc cho phản ứng những khối lượng bằng nhau kali nitrat (KNO3) với acid sunfuric (H2SO4) 96%, và chưng cất hỗn hợp này tại nhiệt độ sôi của acid nitric là 83 ℃ cho đến khi còn lại chất kết tinh màu trắng, kali bisunfat (KHSO4), còn lưu lại trong bình. Acid nitric bốc khói đỏ thu được có thể chuyển thành acid nitric màu trắng. Cần lưu ý khi thí nghiệm thì phải dùng các trang thiết bị bằng thủy tinh, hay nhất là bình cổ cong nguyên khối do acid nitric khan tấn công cả nút bần, cao su và da nên sự rò rỉ có thể cực kỳ nguy hiểm:
H2SO4 + KNO3 → KHSO4 + HNO3
Chất NOx hòa tan được loại bỏ bằng cách sử dụng áp suất giảm tại nhiệt độ phòng (10–30 phút với áp suất 200 mmHg hay 27 kPa). Acid nitric bốc khói trắng thu được có tỷ trọng 1,51 g/cm³. Quy trình này cũng được thực hiện dưới áp suất và nhiệt độ giảm trong một bước để tạo ra ít khí nitơ dioxide hơn.
Acid này cũng có thể được tổng hợp bằng cách oxy hóa amonia, nhưng sản phẩm bị pha loãng bởi nước do phản ứng tạo ra. Tuy nhiên, phương pháp tổng hợp này quan trọng trong việc sản xuất amoni nitrat từ amôniăc theo công nghệ Haber, do sản phẩm cuối cùng có thể sản xuất từ nitơ, hydro và oxy là nguyên liệu đầu vào chính.
Acid nitric bốc khói trắng, cũng gọi là acid nitric 100% hay WFNA, rất gần giống với sản phẩm acid nitric khan. Một đặc tính kỹ thuật của acid nitric bốc khói trắng là nó có tối đa 2% nước và tối đa 0,5% NO2 hòa tan. Acid nitric bốc khói đỏ hay RFNA, chứa một lượng nitơ dioxide (NO2) đáng kể thoát khỏi dung dịch với màu nâu đỏ. Một công thức của RFNA thể hiện ít nhất 17% NO2, nhóm khác là 13% NO2. Trong trường hợp, acid nitric bị ức chế bốc khói (hoặc IWFNA, hoặc IRFNA) có thể làm tăng khi cho thêm thêm khoảng 0,6 đến 0,7% hydro fluoride, HF. Chất fluorit này được bổ sung vào để chống ăn mòn trong các bồn chứa kim loại (HF tạo ra một lớp fluoride kim loại bảo vệ kim loại đó).

## Sử dụng

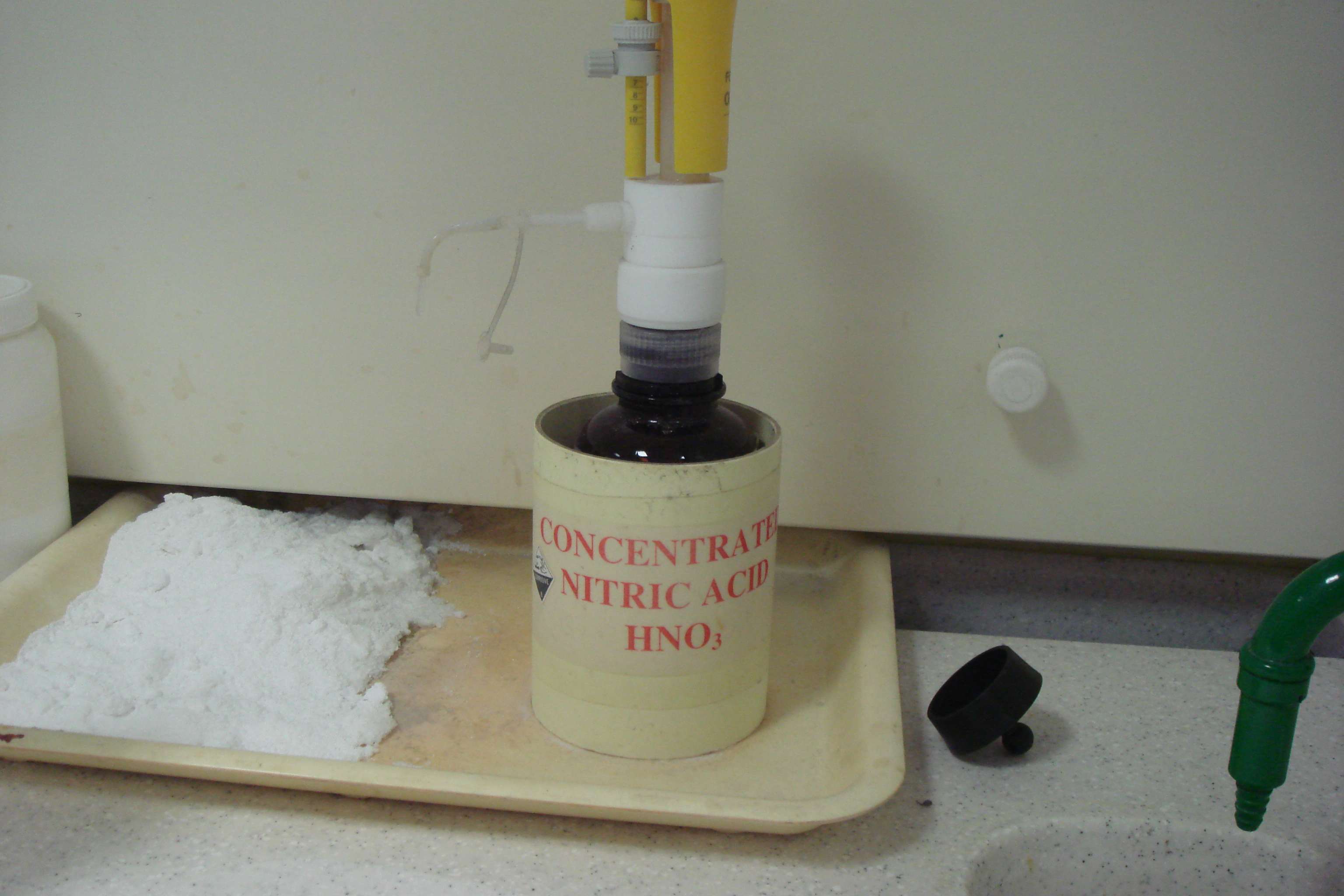
Acid nitric trong phòng thí nghiệm.

Thường được dùng làm thuốc thử trong phòng thí nghiệm, acid nitric được sử dụng để sản xuất thuốc nổ bao gồm nitroglycerin, trinitrotoluen (TNT) và cychlortrimethylenetrinitramin (RDX), cũng như phân bón (như phân đạm một lá nitrat amoni).
Acid nitric cũng được sử dụng trong phòng thí nghiệm trường học để tiến hành các thí nghiệm liên quan đến việc thử chloride. Cho acid nitric tác dụng với mẫu thử, sau đó cho dung dịch bạc nitrat vào để tìm kết tủa trắng của bạc chloride.
Trong kỹ thuật ICP-MS và ICP-AES, acid nitric (với nồng độ từ 0,5% đến 2,0%) được sử dụng như một hợp chất nền để xác định dấu vết kim loại trong các dung dịch. Trong kỹ thuật này cần phải dùng acid nitric cực tinh khiết vì một số lượng ion kim loại nhỏ có thể gây ảnh hưởng đến kết quả phân tích.
Acid này còn được sử dụng trong ngành luyện kim và tinh lọc vì nó phản ứng với phần lớn kim loại và trong các tổng hợp chất hữu cơ. Khi kết hợp với acid hydrochloric, nó tạo thành nước cường toan, một trong những chất có thể hòa tan vàng và bạch kim (platin).
Một trong những ứng dụng cho IWFNA là một chất oxy hóa trong nhiên liệu lỏng tên lửa.
Ngoài ra, acid nitric còn được dùng làm chất thử màu (colorometric test) để phân biệt heroin và morphine.

## Nguy hiểm
Acid nitric là một chất oxy hóa mạnh, và các phản ứng của acid nitric với các hợp chất như cyanide, carbide, và bột kim loại có thể gây nổ. Các phản ứng của acid nitric với nhiều hợp chất vô cơ như turpentine, rất mãnh liệt và tự bốc cháy.
Acid đặc làm cho màu da người chuyển qua màu vàng do phản ứng với protein keratin. Vết màu vàng này sẽ chuyển thành màu cam khi được trung hòa.